# Jumelles McClure
Pour les articles homonymes, voir McClure.
Ava et Alexis McClure, nés le 12 juillet 2013, connues sous le nom des jumelles McClure, sont des personnalités de YouTube. Les sœurs jumelles identiques sont surtout connues pour leur vidéo virale de 2016 Twins Realize They Look the Same. En 2017, les jumelles McClure sont nommées les plus jeunes membres des « Top Kid Influencers » de Forbes.

## Vie et carrière
Ava et Alexis sont nées à Paterson, New Jersey de Aminat "Ami" Dunni Ahmed et de Jeff Pestka. Leurs parents divorcent et leur mère épouse Justin McClure en juillet 2015. Ce dernier adopte les jumelles peu de temps après en 2016. En novembre 2017, le couple a un fils, Jersey Tayo McClure. À la suite de la vidéo virale des jumelles sur YouTube, Twins Realize They Look the Same, Justin et Ami développent la chaîne YouTube de la famille, The Mighty McClures. La famille vit à Atlanta, en Géorgie.
Les jumelles McClure font leurs débuts à la télévision sur Good Morning America en 2016. Elles apparaissent également dans l'émission California Live de NBC. En 2017, elles participent au défilé de mode Rookie USA lors de la Fashion Week de New York et sont depuis mannequin pour des marques telles que Levi Strauss, Converse, Hurley, Air Jordan ou Nike. En 2021, les jumelles sortent leur premier livre intitulé The McClure Twins: Make It Fashion.